# 第38軍 (日本軍)
第38軍（だいさんじゅうはちぐん）は、大日本帝国陸軍の軍の一つ。

## 沿革
1942年11月9日に印度支那駐屯軍が編制され仏印の守備を担当し、南方軍戦闘序列に編入された。1944年12月11日に名称を第38軍に変更し、引き続き仏印守備を担い1945年（昭和20年）3月9日の明号作戦では、ベトナム・カンボジア・ラオス駐留のフランス軍を完全に駆逐することに成功した。

ベトナム北部には、第38軍司令部、第21師団及び混成旅団でおよそ2万人の兵力があり、そのほか、在留邦人がおよそ2,000人いた。大東亜戦争末期の日本軍で数少ない勝利を打ち立てた。
1945年（昭和20年）9月2日の降伏文書調印と同時に、北緯16度線以北のベトナム民主共和国（現・ベトナム社会主義共和国）が独立を宣言し、これと前後して本軍傘下の兵士多数がベトミンに合流した。
北緯16度線以南のサイゴンでは、英印軍第20インド師団が進駐したのは、日本降伏から約1か月後の9月11日で、完全にホーチミンに展開したのも、南部抗戦が勃発した9月23日から3日後の26日であった。降伏前にはサイゴンには約4万、その北東のトゥドックには2万5千の日本人兵士がいたが、共産主義のベトミンに加わらずに脱走していた日本人兵士はわずか約2000人であった。

旧宗主国フランスのインドシナ再進出を待って、1946年（昭和21年）4月までに日本兵は引き揚げを完了し任務を完遂した。

## 軍概要

### 印度支那駐屯軍
- 通称号：信（しん）
- 編成時期：1942年11月9日
- 最終位置：サイゴン
- 上級部隊：南方軍

### 第38軍
- 通称号：信
- 編成時期：1944年12月11日
- 最終位置：ハノイ
- 上級部隊：南方軍

### 歴代司令官

#### 印度支那駐屯軍司令官
- 町尻量基 中将：1942年11月10日 -
- 土橋勇逸 中将：1944年11月22日 - 12月20日

#### 第38軍司令官
- 土橋勇逸 中将：1944年12月20日 -

### 歴代参謀長

#### 印度支那駐屯軍参謀長
- 河村参郎 少将：1942年12月5日 - 1944年12月20日

#### 第38軍参謀長
- 河村参郎 少将：1944年12月20日 -
- 幸道貞治 大佐：1945年6月2日 -

### 最終司令部構成
- 司令官：土橋勇逸中将
- 参謀長：幸道貞治大佐
- 高級参謀：林秀澄大佐
  - 作戦参謀：酒井干城中佐
  - 後方参謀：井上猛夫中佐
- 高級副官：犬童巳来男大尉

### 最終所属部隊
- 第2師団
- 第21師団
- 第37師団
- 第55師団
- 独立混成第34旅団：服部尚志少将
- 南方軍第1憲兵隊：春日馨大佐
- 南方軍通信隊司令部
  - 南方軍第5通信隊
  - 南方軍通信教育隊
- 南方軍測量本部　
  - 南方軍第1測量隊
- 第11野戦郵便隊

中隊級直轄部隊
- 独立野戦高射砲第62中隊
- 独立自動車第34中隊
- 兵站自動車第186中隊
- 特設自動車第36中隊
- 特設自動車第39中隊
- 特設自動車第40中隊
- 建築勤務第49中隊

医療関連部隊　
- 南方第2陸軍病院：林真学軍医大佐
- 南方第4陸軍病院：中山正之軍医大佐
- 第149兵站病院：中尾源造軍医中佐
- 第33野戦防疫給水部
- 患者輸送第96小隊

第38軍補給廠 　 　 　
- 第38軍兵站病馬廠：阿部好義獣医中佐
- 第38軍軍馬防疫廠：二宮正明獣医少佐
- 第38軍野戦兵器廠：山賀夘之助大佐
- 第38軍野戦自動車廠：町田勇少将
- 第38軍野戦貨物廠：松浦則武主計中佐